# Фрост, Роберт Ян
Роберт Ян Фрост (англ. Robert I. Frost; род. 20 июня 1958, Эдинбург) — британский историк, доктор философии (1990), профессор (2004).

## Биография
Родился в Эдинбурге (Великобритания). Изучал историю и социальные науки в Университете Сент-Эндрюс (Великобритания; 1976—1980), Ягеллонском университете (1980—1981), Школе славянских и восточноевропейских исследований Лондонского университета (1981—1984). В 1990 году получил степень доктора философии в Школе славянских и восточноевропейских исследований Лондонского университета под руководством профессора Нормана Дэвиса. В 1984—1987 преподавал в одной из старейших британских привилегированных средних школ — Чартерхаус-Скул (Charterhouse School). Временный (1987—1988), постоянный (1988—2001) лектор по истории Школы гуманитарных наук в Королевском колледже Лондонского университета. В 2001—2004 преподавал ранненовую историю в этом колледже. В 2004—2013 — профессор ранненовой истории Абердинского университета (Великобритания). С 2013 возглавляет кафедру Бернета Флетчера (Burnett Fletcher) по истории в Абердинском университете.
Автор ряда трудов по ранненовой истории Восточной Европы, в том числе студий, посвященных польской-литовской древности, политической и военной истории Северо-Восточной Европы и Балтии 16-18 вв. и др. Получил грант фонда Вольфсона Британской академии (2009) для 3-х летних исследований по истории польско-литовского союза 1386—1815. Принимал участие в Международном научно-практическом семинаре «Проблемы исследования и музеефикации полей сражений в Украине», который проводился в Зборовском
колледже Тернопольского национального технического университета (4 октября 2011).